# Dominique Delahaye
Dominique Delahaye nacido a Angers el 5 de diciembre de 1848, fallecido en Angers el 9 de enero de 1932, fue una político francés electo senador varias veces durante la III República. Se distinguió por sus posturas monarquistas que se contraponían con la mayoría republicana de su época. También se hizo notar por su combativa anti-masonería escribiendo un libro que generó polémica en su momento.

## Datos biográficos
Fue elegido y reelecto senador a lo largo de casi treinta años por la demarcación de Maine y Loira, desde 1903 hasta 1932, año en que murió. Su ideología fue claramente nacionalista y monarquista. Fue un parlamentario que a lo largo de su carrera, independientemente de su ideología, se caracterizó por una actitud de debate abierto y directo que lo hacía un temible polemista en multitud de temas de diversa naturaleza que él procuraba documentar a profundidad en contacto permanente con su base electoral. Participó activamente en la discusión de la ley sobre la separación de la iglesia y el estado. Hostil al principio mismo pero sabedor de que el proyecto de ley tenía mayoría para su aprobación defendió su posición anti laicisita, en contra de la misma, con una tal gallardía, dignidad y elocuencia que mereció el aplauso generalizado una vez aprobada la ley, que hasta la fecha está en vigor en Francia.
A su fallecimiento, sus propios adversarios políticos reconocieron en las varias ceremonias luctuosas con las que se le homenajeó post mortem, su capacidad dialéctica y su sentido científico y riguroso al defender sus posturas. Todo ello lo hizo un hombre político de excepción para su época.

## Publicaciones
- Le chanvre, la filature et la corderie dans le tarif général des douanes, 1882
- De la liberté de réunion des chambres de commerce. 1898
- Co ed. Max Doumic, La Franco-masonería ¿es judía o inglesa?, París, Perrin, 1906.
- La contribution extraordinaire sur les bénéfices de guerre. 1917-1918
- Co ed. Jules Delahaye (su hermano) Les lettres anonymes et les circulaires pastorales de M. le député-baron-commandant de Grandmaison, Chevalier de la Légion d'honneur. 1922